# Bianco fantasma
Il bianco fantasma è una gradazione di bianco detto anche bianco Andrea Morandini.